# Anelosimus chickeringi
Anelosimus chickeringi là một loài nhện trong họ Theridiidae.
Loài này thuộc chi Anelosimus. Anelosimus chickeringi được Herbert Walter Levi miêu tả năm 1956.